# 상제구

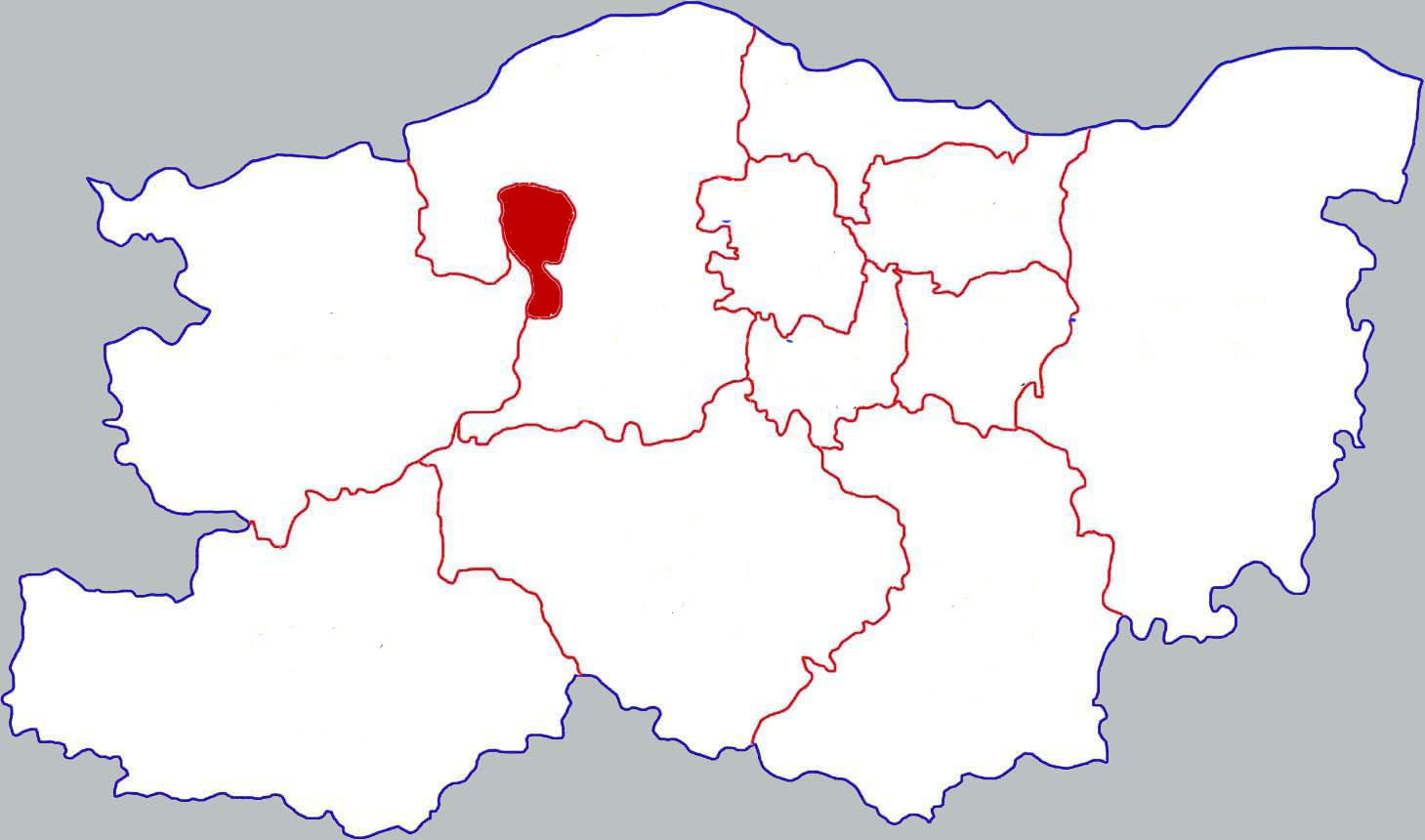

상제구(한국어: 상가구, 중국어: 上街区, 병음: Shàngjiē Qū)는 중화인민공화국 허난성 정저우 시의 현급 행정구역이다. 넓이는 64.7km2이고, 인구는 2007년 기준으로 130,000명이다.

## 행정 구역
5개 가도, 1개 진을 관할한다.
- 가도: 中心路街道, 济源路街道, 新安路街道, 工业路街道, 矿山街道.
- 진: 峡窝镇.